# Cèl·lula solar de seleniur de gal·li de coure

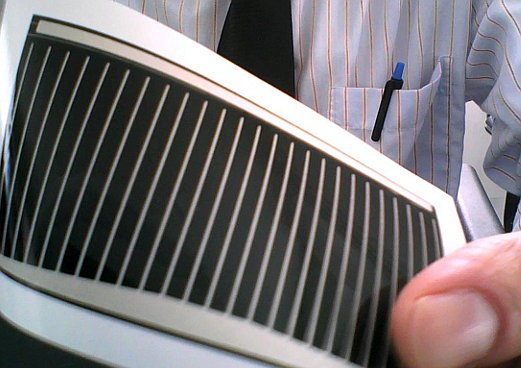
Cèl·lula CIGS sobre un suport de plàstic flexible. Altres arquitectures utilitzen panells CIGS rígids intercalats entre dos panells de vidre

Una cèl·lula solar de seleniur de gal·li de coure (o cèl·lula CIGS, de vegades CI(G)S o CIS) és una cèl·lula solar de pel·lícula prima que s'utilitza per convertir la llum solar en energia elèctrica. Es fabrica dipositant una fina capa de solució de seleniur de coure indi gal·li sobre un suport de vidre o plàstic, juntament amb elèctrodes a la part davantera i posterior per recollir el corrent. Com que el material té un alt coeficient d'absorció i absorbeix fortament la llum solar, cal una pel·lícula molt més fina que la d'altres materials semiconductors.
CIGS és una de les tres tecnologies fotovoltaiques de pel·lícula prima (PV) principals, les altres dues són el telurur de cadmi i el silici amorf. Com aquests materials, les capes CIGS són prou fines per ser flexibles, cosa que permet dipositar-les sobre substrats flexibles. Tanmateix, com que totes aquestes tecnologies utilitzen normalment tècniques de deposició a alta temperatura, el millor rendiment normalment prové de les cèl·lules dipositades al vidre, tot i que els avenços en la deposició a baixa temperatura de les cèl·lules CIGS han esborrat gran part d'aquesta diferència de rendiment. CIGS supera el polisilici a nivell cel·lular, però la seva eficiència del mòdul encara és menor, a causa d'una escalada menys madura.
La quota de mercat de pel·lícula prima s'ha estancat al voltant del 15 per cent, deixant la resta del mercat fotovoltaic a les cèl·lules solars convencionals fetes de silici cristal·lí. El 2013, només la quota de mercat de CIGS era d'un 2 per cent i totes les tecnologies de pel·lícula prima combinades van caure per sota del 10 per cent. Les cèl·lules CIGS continuen desenvolupant-se, ja que prometen assolir eficiències semblants al silici, mantenint els seus baixos costos, com és típic de la tecnologia de pel·lícula prima. Els fabricants destacats de la fotovoltaica CIGS van ser les empreses en fallida Nanosolar i Solyndra. L'actual líder del mercat és l'empresa japonesa Solar Frontier, amb Global Solar i GSHK Solar també produint mòduls solars lliures de qualsevol metall pesant com el cadmi i/o el plom. Moltes empreses fabricants de panells solars CIGS han fet fallida.